# Cryptocephalus impressipygus
Cryptocephalus impressipygus es una especie de insecto coleóptero de la familia Chrysomelidae.
Fue descrita científicamente en 1956 por Ogloblin.